# Willy Boholm
Anders Willy Boholm, född 9 februari 1949, död 30 juli 2021, var en svensk skådespelare, bosatt i Söderköping. Har var verksam på Östgötateatern sedan tidigt 1970-tal.

## Biografi
Boholm var utbildad vid Calle Flygare Teaterskola i Stockholm och Statens scenskola i Göteborg. Han var från 1972 anställd vid Östgötateatern. Bland hans många roller kan nämnas Grosshandlare Rummel i Samhällets stöttepelare, Max i Stiftelsen, kungen i Hamlet, betjänten Sganarell i Don Juan, Spider i succémusikalen Jekyll & Hyde samt huvudrollen Blom i kritikerrosade Streber.

## Filmografi
- 1986 – Eagle Island

## Teater

### Roller (ej komplett)
| År   | Roll                    | Produktion                                                              | Regi                       | Teater                           |
| ---- | ----------------------- | ----------------------------------------------------------------------- | -------------------------- | -------------------------------- |
| 1972 | Chino                   | West Side Story Arthur Laurents, Leonard Bernstein och Stephen Sondheim | John Zacharias             | Norrköping-Linköping stadsteater |
| 1972 |                         | Vägen till Kanaan Rudolf Värnlund                                       | Lars Gerhard Norberg       | Norrköping-Linköping stadsteater |
| 1973 | Strick                  | Slott och koja Karel Kraus, Zdeněk Mahler och Peter Rada                | Bertil Norström            | Norrköping-Linköping stadsteater |
| 1973 | Jacob Johan Anckarström | Gustav III August Strindberg                                            | Mimi Pollak                | Norrköping-Linköping stadsteater |
| 1973 | Kommissarien            | Brott och brott August Strindberg                                       | John Zacharias             | Norrköping-Linköping stadsteater |
| 1973 |                         | Kungens rosor Bertil Norström och Lars Gerhard Norberg                  | Lars Gerhard Norberg       | Norrköping-Linköping stadsteater |
| 1974 |                         | Leva loppan Georges Feydeau                                             | Lars Gerhard Norberg       | Norrköping-Linköping stadsteater |
| 1974 |                         | Som smort Johan Bargum och Henrik Otto Donner                           | John Zacharias             | Norrköping-Linköping stadsteater |
| 1974 |                         | Sanningens ansikten Sandor Györbiro                                     | Andris Blekte              | Norrköping-Linköping stadsteater |
| 1975 |                         | Körsbärsträdgården Anton Tjechov                                        | Gunnel Lindblom            | Norrköping-Linköping stadsteater |
| 1975 | Arne                    | Kung David Brita Lang                                                   | Torsten Sjöholm            | Norrköping-Linköping stadsteater |
| 1975 |                         | Skälmen från Bokhara Leonid Solovjev                                    | Göran Sarring              | Norrköping-Linköping stadsteater |
| 1975 |                         | Glasblåsarns barn Maria Gripe                                           | Göran Sarring              | Norrköping-Linköping stadsteater |
| 1976 |                         | Gabrielle Ninne Olsson                                                  | Göran Sarring              | Norrköping-Linköping stadsteater |
| 1976 |                         | Igenpluggad Anneli Edström och Janne Lindstedt                          | Göran Sarring              | Norrköping-Linköping stadsteater |
| 1977 |                         | Don Quijotes äventyr Evert Lundström                                    | Göran Sarring              | Norrköping-Linköping stadsteater |
| 1977 |                         | Medeas barn Suzanne Osten och Per Lysander                              | Lars Broling Mårten Harrie | Norrköping-Linköping stadsteater |
| 1994 | Paulet                  | Maria Stuart Per Olov Enquist                                           | Olle Johansson             | Östgötateatern                   |
| 2008 | Den sjuke               | Syskonbädd Stina Aronson                                                | Jenny Andreasson           | Riksteatern                      |
| 2010 |                         | Vildanden Henrik Ibsen                                                  | Torbjörn Astner            | Östgötateatern                   |
| 2010 |                         | Familjen (August: Osage County) Tracy Letts                             | Tereza Andersson           | Östgötateatern                   |
| 2015 | Nanna Curly             | Wendy & Peter Pan (Peter Pan and Wendy) J.M. Barrie                     | Nina Jemth Pelle Öhlund    | Östgötateatern                   |